# Neue Deutsche Welle
Neue Deutsche Welle (New German Wave, muitas vezes abreviado  NDW) é um gênero de musical alemão originalmente derivado do punk rock e da música new wave. O termo "Neue Deutsche Welle" foi cunhado pelo jornalista Alfred Hilsberg, cujo artigo sobre o movimento intitulado "Neue Deutsche Welle - Aus Grauer Städte Mauern" ("Nova onda alemã - dos muros cinzentos das cidades") foi publicado na revista alemã Sounds em 1979.